# Schloss Hvedholm

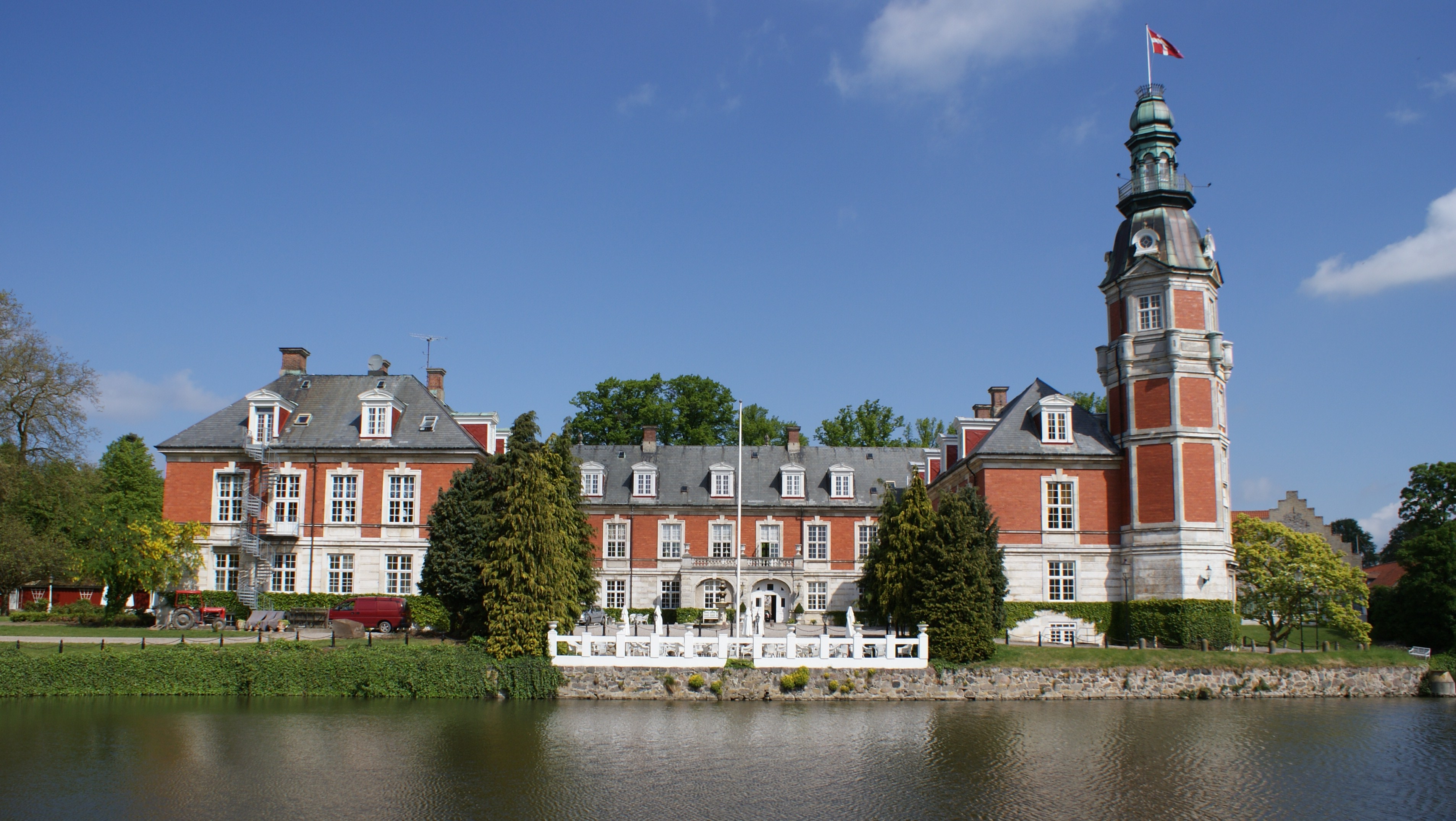
Schloss Hvedholm, Gartenfassade

Das dänische Schloss Hvedholm (dänisch Hvedholm Slot) liegt in der Nähe der Stadt Faaborg auf der Insel Fünen. Das gleichnamige Gut geht auf einen Adelssitz des 16. Jahrhunderts zurück und befand sich unter anderem im Besitz der Familien Brahe und Hardenberg. Hvedholm beherbergt heute ein Schlosshotel.
Das heutige Schloss wurde nach einem Brand 1880 für den Lehnsgrafen Bille Brahe Selby als Nachfolger eines älteren Herrenhauses errichtet. Der dreiflügelige Bau des Historismus zitiert Stilformen des französischen Barock, von dem hohen Aussichtsturm bietet sich ein Blick bis in die Dänische Südsee. Nördlich des Schlosses sind einige Gebäude des historischen Wirtschaftshofs erhalten, südlich schließt sich ein englischer Landschaftsgarten an.
Die Schlossanlage ist durch eine lange Allee mit der einzigen Rundkirche Fünens verbunden. Die Horne Kirke diente einst als Patronatskirche des Guts Hvedholm.